# Gihanga
Ne doit pas être confondu avec la Gihanga (mwami), le premier roi connu du Rwanda.
La commune de Gihanga est une commune de la province de Bubanza dans le nord-ouest du Burundi. La capitale de la province se trouve à Bubanza.

## Histoire
La commune de Gihanga fut une des zones d'affrontement entre tutsis et hutus. Notamment, en 1972, pendant deux mois, s'y sont déroulés les principaux massacres de la paysannerie, des fonctionnaires, des commerçants hutu par les forces gouvernementales, militaires et miliciens, dirigés par des tutsis.
Gihanga (le Fondateur) est aussi le nom du premier roi connu du Rwanda, de 1081 à 1114.

## Personnalités issues de la commune
- Eliane Becks Nininahazwe, née en 1976, musicienne, chanteuse et danseuse néerlando-burundaise. C'est aussi une militante de la lutte contre le sida.